# Zarley Zalapski
Zarley Bennett Zalapski (ur. 22 kwietnia 1968 w Edmonton, zm. 12 grudnia 2017 w Calgary) – kanadyjski hokeista zawodowy. W lidze NHL grał na pozycji obrońcy. Rozegrał w niej łącznie 685 spotkań.

## Statystyki NHL
| Sezon        | Wiek | Drużyna             | Mecze | Gole | Asysty | Punkty | kary w min. |
| ------------ | ---- | ------------------- | ----- | ---- | ------ | ------ | ----------- |
| 1987–1988    | 19   | Pittsburgh Penguins | 15    | 3    | 8      | 11     | 7           |
| 1988–1989    | 20   | Pittsburgh Penguins | 58    | 12   | 33     | 45     | 57          |
| 1989–1990    | 21   | Pittsburgh Penguins | 51    | 6    | 25     | 31     | 37          |
| 1990–1991    | 22   | Hartford Whalers    | 11    | 3    | 3      | 6      | 6           |
| jw.          | jw.  | Pittsburgh Penguins | 66    | 12   | 36     | 48     | 59          |
| 1991–1992    | 23   | Hartford Whalers    | 79    | 20   | 37     | 57     | 120         |
| 1992–1993    | 24   | Hartford Whalers    | 83    | 14   | 51     | 65     | 94          |
| 1993–1994    | 25   | Calgary Flames      | 13    | 3    | 7      | 10     | 18          |
| jw.          | jw.  | Hartford Whalers    | 56    | 7    | 30     | 37     | 56          |
| 1994–1995    | 26   | Calgary Flames      | 48    | 4    | 24     | 28     | 46          |
| 1995–1996    | 27   | Calgary Flames      | 80    | 12   | 17     | 29     | 115         |
| 1996–1997    | 28   | Calgary Flames      | 2     | 0    | 0      | 0      | 0           |
| 1997–1998    | 29   | Calgary Flames      | 35    | 2    | 7      | 9      | 41          |
| jw.          | jw.  | Montreal Canadiens  | 28    | 1    | 5      | 6      | 22          |
| 1999–2000    | 31   | Philadelphia Flyers | 12    | 0    | 2      | 2      | 6           |
| podsumowanie |      |                     | 637   | 99   | 285    | 384    | 684         |
| Playoffs     |      |                     | 48    | 4    | 23     | 27     | 47          |